# Выкуп первенца
Выкуп первенца (ивр. פדיון הבן‎, пидйон ха-бен — «выкуп сына») — обряд в иудаизме, мицва, одна из 613 заповедей Торы, в соответствии с которой мальчик, родившийся у еврейки первым, должен быть выкуплен отцом-евреем ребёнка у кохена спустя 30 дней после рождения. Обряд распространяется только на сына-первенца. Если в семье первой родилась дочь, то родители не могут делать выкуп первенца, родившемуся вслед за ней сыну.

## Смысл заповеди
Мальчик, родившийся у матери первым, от рождения имеет особый духовный статус. Изначально, обязанность осуществления богослужения была предназначена первенцам всех евреев, родившимся после исхода из Египта, «ибо все первенцы у сынов Израиля — Мои… В тот день, когда Я поразил всех первенцев в земле Египетской, Я посвятил их Себе» (Чис. 8:17). Впоследствии евреи согрешили, сотворив себе золотого тельца. Наиболее активное участие в грехе приняли первенцы. Соответственно, они оказались недостойными отправлять богослужение, и эта обязанность была передана левитам, оказавшимся твёрдыми в вере. Часть левитов была избрана на роль священников (кохенов). Левиты отказались от материальных благ и от свободного времени, посвятив себя общественному благу и служению Всевышнему. Они заменили собой первенцев, которые первоначально были предназначены для выполнения этой задачи. Поэтому отец обязан выкупить первенца у священника, демонстрируя тем самым, что священник берёт на себя часть той работы, которую должен был бы выполнять первенец.

## Законы и обычаи
Ребёнка следует выкупать в тех случаях, когда:
- отец ребёнка не является священником или левитом;
- мать ребёнка — не дочь священника или левита;
- ребёнок родился обычным образом (если было сделано кесарево сечение, выкуп первенца не совершают).

Выкупают первенца по матери, а не по отцу, соответственно, сколько бы ни было у мужчины первенцев от разных жён, всех их следует выкупить.
Обязанность выкупить ребёнка возлагается на отца. Если отец не выполнил эту обязанность или ребёнок является сиротой, до достижения первенцем совершеннолетия выкуп производится раввинатским судом, или мужчиной — родственником ребёнка. Если до совершеннолетия ребёнка выкуп не был осуществлён, первенец обязан выкупить себя сам.
Церемония выкупа должна быть проведена на 31-й день после рождения ребёнка, но не ранее, иначе ритуал считается недействительным. Выкуп первенца не проводят в субботу, праздники и посты. Если 31-й день после рождения приходится на один из таких дней, обряд переносят на следующий день. Как правило, церемонию совершают в дневное время. Если что-то помешало выполнить заповедь в срок, следует сделать это при первой возможности.
Тора назначает единую цену для выкупа — 5 шекелей, что равно 96—100 граммам чистого серебра, «первенец должен быть выкуплен, а выкуп за них пять шекелей серебра» (Чис. 18:15, 16). Для ритуала используются старинные серебряные монеты или серебряные монеты местной валюты, содержащие нужное количество серебра. В Израиле используются специальные монеты, выпускаемые для этой цели Государственным банком.

### Ход церемонии
По обычаю, мать первенца приносит ребёнка и кладёт его перед священником. Священник спрашивает мать: первенец ли перед ним? Если мать подтверждает, что этот ребёнок — первенец, священник как бы забирает ребёнка себе, то есть младенец становится «собственностью» Всевышнего.
Священник спрашивает отца: что он предпочитает — не выкупать сына, оставив себе деньги выкупа, но тогда ребёнок остаётся в собственности священника, или получить ребёнка назад от Всевышнего? Отец отвечает, что он хочет получить назад своего сына и дать священнику вместо него деньги выкупа. Всё это делается для того, чтобы было видно, что отец с удовольствием отдаёт деньги, получая за них назад своего дорогого ребёнка.
Далее отец произносит благословения «Благословен Ты, Господи, Бог наш, Царь вселенной, Который освятил нас Своими заповедями и заповедал нам выкуп первенца», «Благословен Ты, Господи, Бог наш, Царь вселенной, Поддерживающий нашу жизнь и наше существование и Давший нам дожить до этого времени». После этого отец даёт выкуп священнику. Получив выкуп, священник благословляет ребёнка: «Да благословит тебя Господь и сохранит тебя!
да призрит на тебя Господь светлым лицем Своим и помилует тебя! да обратит Господь лице Свое на тебя и даст тебе мир!» (Чис. 6:24—26). Все присутствующие желают ребёнку «так же, как был он выкуплен, пусть придёт он к Торе, и к хупе, и к добрым делам!».
Священник произносит благословение над бокалом вина, чтобы подчеркнуть важность заповеди. В честь выполнения заповеди выкупа первенца принято устраивать трапезу, после которой наиболее уважаемый член общины поёт 125-й псалом (о выходе из плена), созывает зимун (свидетелей выкупа первенца), и произносит послетрапезную молитву.